# Spanking Hour (album)
Spanking Hour är det andra studioalbumet till det svenska progressiva metal-bandet Freak Kitchen. Albumet släpptes april 1996 av det danska skivbolaget Thunderstruck Productions.

## Låtlista
1. "Walls of Stupidity" – 4:34
2. "Haw, Haw, Haw" – 4:30
3. "Jerk" – 4:15
4. "Taste My Fist" – 3:40
5. "Burning Bridges" – 4:05
6. "Inner Revolution" – 3:35
7. "Lisa" – 5:30
8. "Spanking Hour" – 4:20
9. "Proud to Be Plastic" – 4:31
10. "Dystopia" – 3:45
11. "The Bitter Season" – 5:32

Text & musik: Mattias "IA" Eklundh

## Medverkande
Musiker (Freak Kitchen-medlemmar)
- Mattias "IA" Eklundh – gitarr, flöjt, sång, percussion
- Joakim Sjöberg – trummor, percussion
- Christian Grönlund – basgitarr, percussion

Produktion
- Torben Schmidt – producent, ljudtekniker, mastering
- Mattias IA Eklundh – ljudtekniker, ljudmix
- Jacob Langkilde – ljudtekniker, ljudmix
- Christian Grönlund, Joakim Sjöberg – ljudmix
- Camilla Ahlqvist – omslagskonst
- Mike Spritz – foto